# Mystrium stadelmanni
Mystrium stadelmanni är en myrart som beskrevs av Auguste-Henri Forel 1895. Mystrium stadelmanni ingår i släktet Mystrium och familjen myror. Inga underarter finns listade i Catalogue of Life.

## Bildgalleri

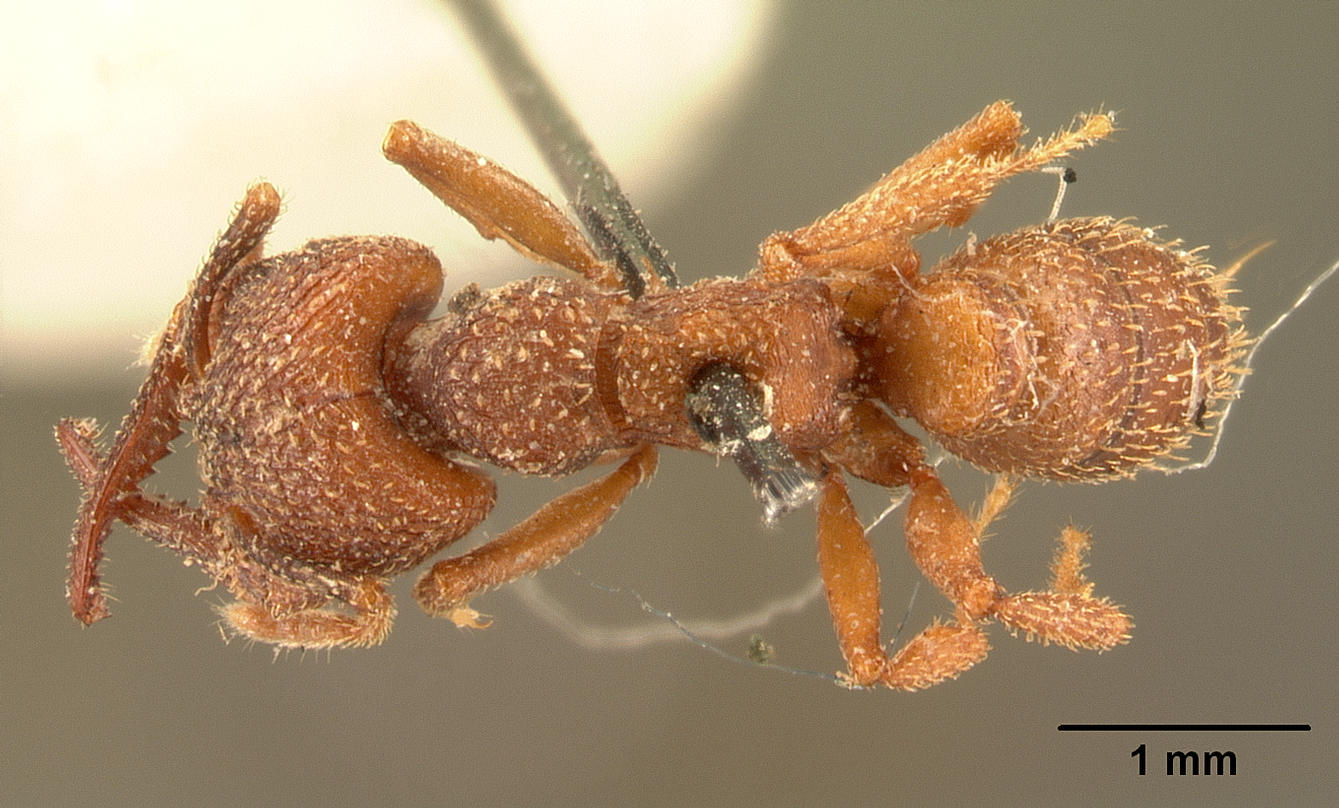
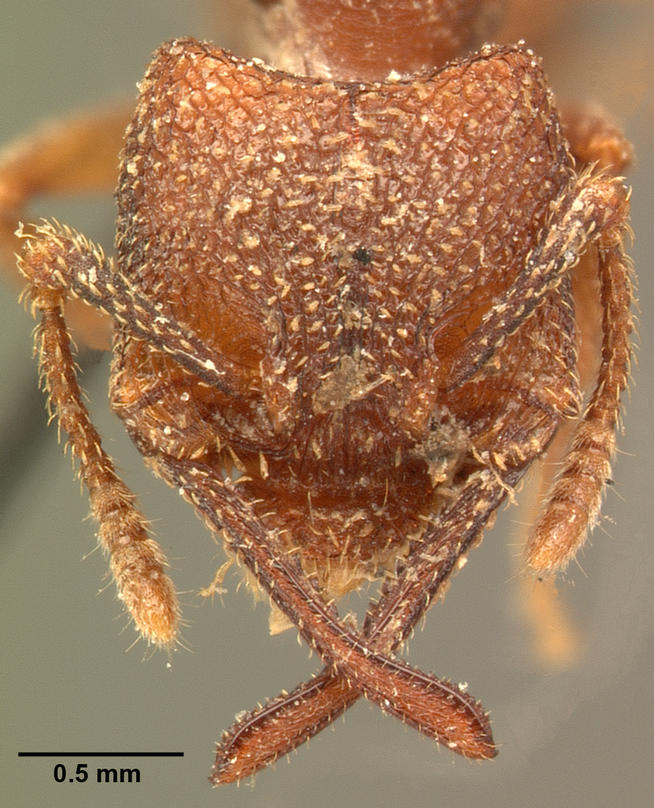
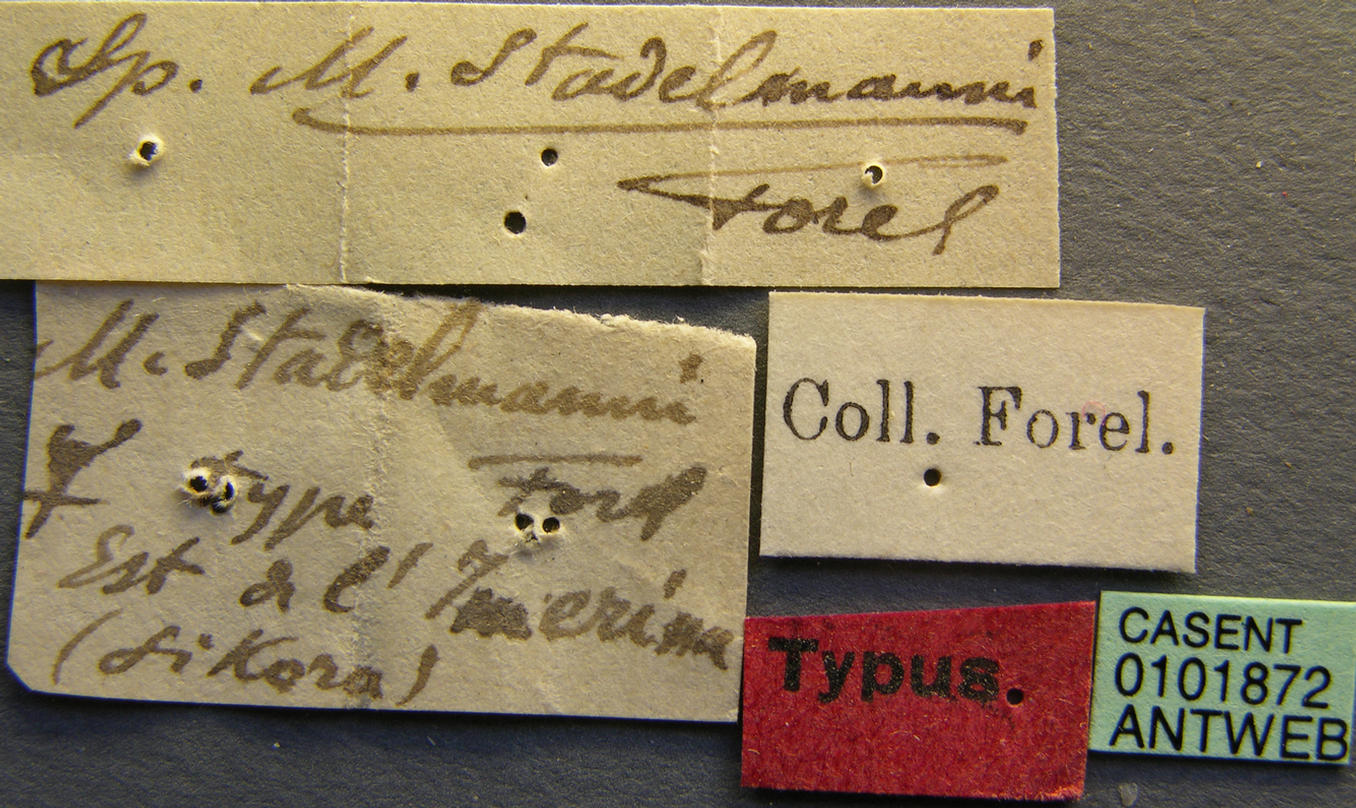
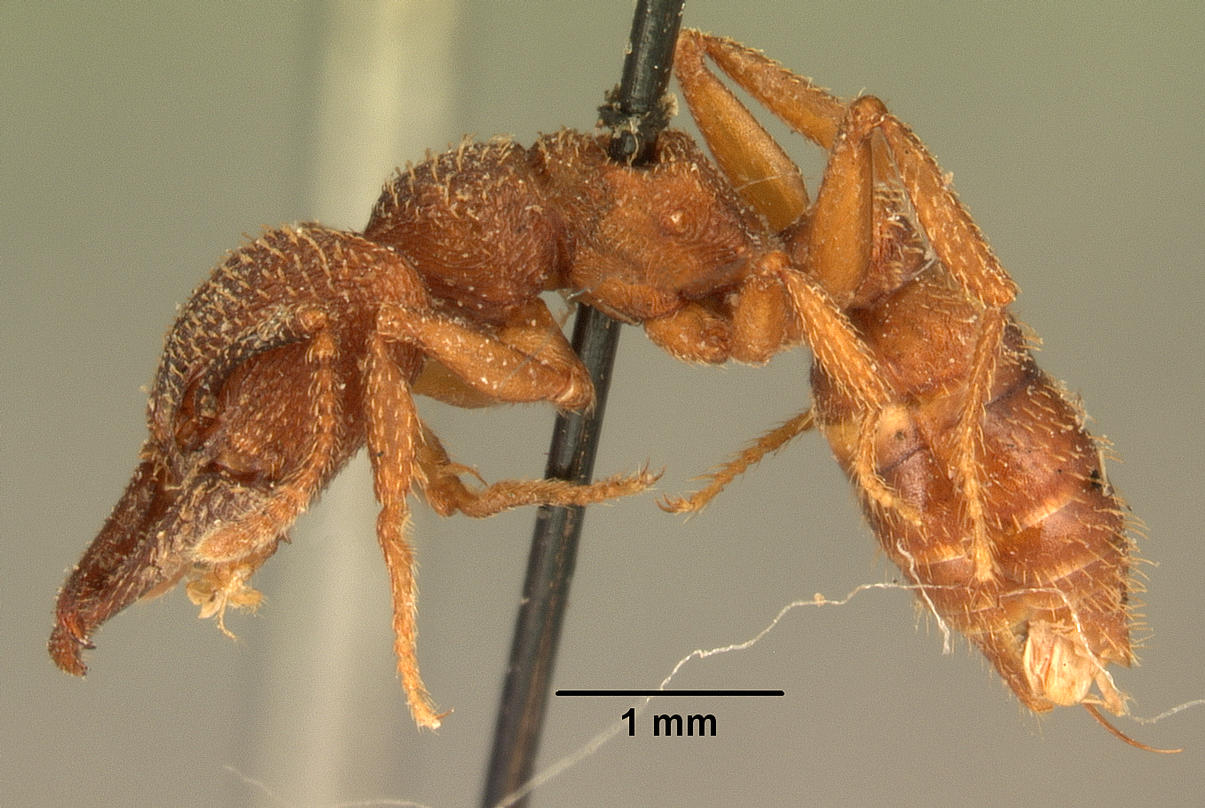
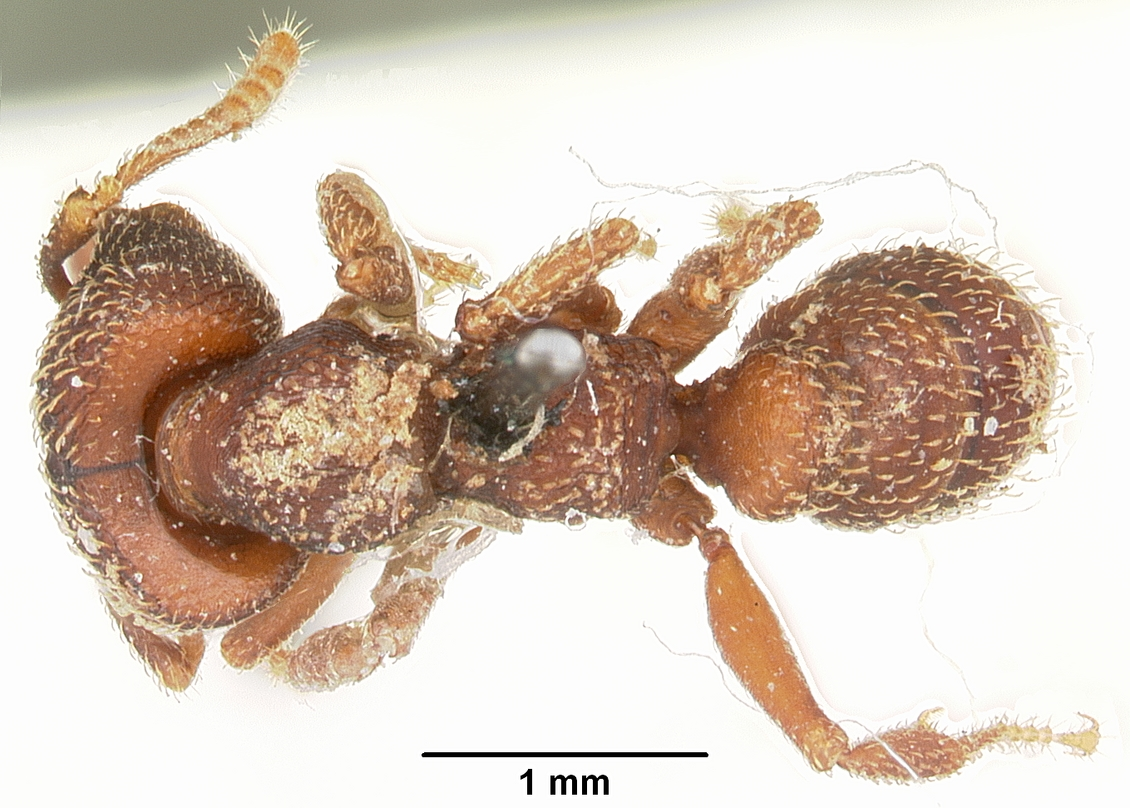
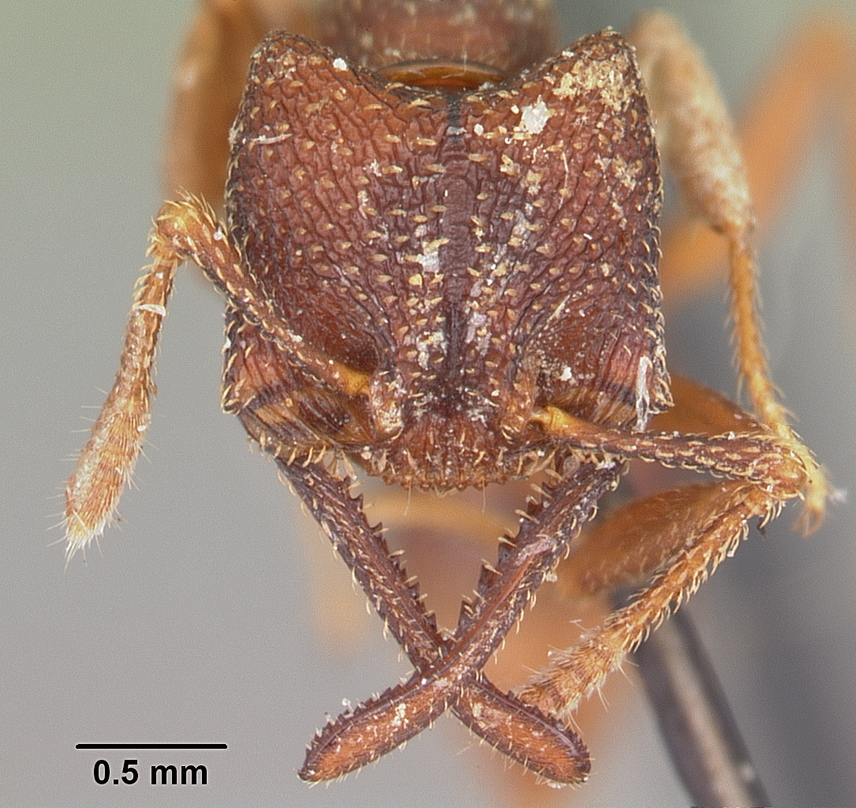